# ブラックワイドショー
『ブラックワイドショー』（Black Wide Show）は、2002年10月6日から2003年3月30日にかけて日本テレビ系列で放送された、教養バラエティ番組である。
正しくは、『ブラックワイドショー・㐧三惑星放送協會』（ - だいさんわくせいほうそうきょうかい）。略すると「DHK」。

## 概要
ブラックワイドショーは、「黒く、正しく、美〜しく」をモットーに、社会ではどうでもいい事とされていたり、普通のニュース番組等では伝えられないあらゆる“グッとくる”出来事を放送した。番組初期は、地球上のゴミニュース（世界中のタブロイド紙等のゴシップ記事）などを集め放送していたが、放送開始時期が北朝鮮による日本人拉致問題の表面化と重なって番組構成も変わり、後期にはテーマに特化したコーナーを設けるようになった。

### 半年で接続終了とその後
2003年3月、放送終了（接続終了）。
放送終了後、2004年1月1日1:00 - 2:30に1回の特番が組まれた。「大晦日特番」のはずだが、日付は年を跨いでしまっている。
その後、「第三惑星放送協会 ブラックワイドショー 惑星通達モハ2-135号」と題した第一弾のDVDが発売される。内容は、完全新作の1作。DVDには紙製のバッヂが付属しており、購入者は漏れなく「DVD型準協會員」となれる。
DVD型準協會員が7000人に届く勢いである事を受け、第三惑星放送協會が、緊急の合同研修会を「惑星協會員 マる秘合同剣修」と題し開催。合同剣修は、2004年3月29日 - 3月30日に、汐留・日テレホールに於いて行われた。その模様のごく一部が、DVD第二弾「第三惑星放送協會 ブラックワイドショー 惑星協會員 マる秘合同剣修」に収録されている。
2011年1月14日に惑星放送大佐・細川俊之が亡くなったことに伴い、追悼番組『ブラックワイドショー第三惑星放送協会特別編 さよなら細川惑星放送大佐』が2011年2月3日25:18 - 25:48に放送された。

### 他番組との関係
毎週日曜午後10時30分に同系で放映されていた『中井正広のブラックバラエティ』（2004年7月18日 - 2013年3月31日）は、「DHK娯楽部」（下記スタッフ）が関わっている点から「ブラックワイドショー」の後継番組だと考えられがちであるが、内容的には全くの別物である。しかし、垂木勉・杉本るみがナレーターとして出演している点、あるいは“グッとくる”をキャッチフレーズとして多用し、北朝鮮の音楽をBGMに使用するなど演出にやや似かよっている点もある。スタジオの一部にもブラックワイドショーのセットがある。
2006年10月より2007年9月まで、「第三惑星放送協會 ルドイア☆星惑三第」という新番組がブラックワイドショーと同じ時間帯で、黄金の舌という番組枠内の前半に放送された。

## 番組のコーナー
北朝鮮情報
前述の情勢に伴い同番組において最も注目されたコーナー。北朝鮮の朝鮮中央テレビで放送された映像を中心とした、昼間のニュースでは見る事が出来ない多くの映像が公開された。
- 「律動体操」 - 楽団音楽に合わせて踊るテレビ体操（ワンジェサン軽音楽団を参照）。
  - 幼稚園律動体操：幼い少年少女がコーラス入りの楽曲に合わせて、笑顔で踊っている。曲は「우리도 소년장수(僕たちも少年将帥)」
  - 少年律動体操：少年少女が、北朝鮮の観光スポットを背景に、笑顔で踊っている。曲は「우리의 아버진 김정일원수님(我らの父金正日元帥)」
  - 大衆律動体操：踊っているのが、元喜び組のメンバーではないかとの噂もある。曲は「우린 사랑한다(我らは愛する)」
  - 老人律動体操：踊っているのが老人。曲は「그때처럼 우리가 살고있는가(あの頃のように我らが生きているのか)」

これらの体操は少年律動体操を中心に視聴者からの反響が大きかった。番組で着信メロディが製作され「ぜひ欲しい」という視聴者の要望も多かったが、結局アップされることはなかった。また視聴者の中には自作の着信メロディを番組に送ってくる者や、実際に少年律動体操を踊ったビデオを送ってくる女子高生もいた。
- 喜び組 - 踊っている映像が初めて公開された。
- マスゲーム - 昼間の報道番組よりも細かい内容を紹介。北朝鮮の子供番組で発見した「体操」と「集団」の特徴がこれに結びついていると結論づけた。
- 北朝鮮の街の様子 - 日本を敵国と歌いながら学校に通う女学生等。
- 少年少女のお披露目 - 大人顔負けの幼児のピアノ演奏や、将軍様（金正日）を崇拝する内容のコーラス等。
- 朝鮮人民軍 - 兵士の訓練の様子。自転車をかついで川を渡る映像など。
- ジャガイモ米 - 北朝鮮に存在し、非常食にしていると思われる『ジャガイモ米』を作るというプロジェクト。結局完成はしたものの、到底完食できるほどの味ではなかった。次に北朝鮮には『トウモロコシ米』というものがあるらしいというのでそれを作ろうとしていたようだが、その後番組が打ち切られ、どうなったのかは不明。
- 宮塚利雄 - 独自に収集した朝鮮民主主義人民共和国関連グッズを紹介。北朝鮮情報全てにおいて解説も行った。「北朝鮮マニア」と称される。
- 黒★居酒屋（ブラックラウンジ） - 宮塚教授をはじめ、北朝鮮事情に詳しい方々が、居酒屋で酒を呑みながら、言いたい放題に語る

黒★笛（ブラックホイッスル、後に「黒★笛（ブラックリコーダ）」となる）
三浦理恵子惑星上級調査官のおしおきコーナー。セクハラ親父等の許せない男に関するお便りや、報道された変態な事件を紹介した後、黒い笛を吹いて、身代わり君（身の丈程あるくまのぬいぐるみ）を、許せない相手に見立ててお仕置きをする。ちなみに三浦理恵子上級調査官はセーラー服で現れ、後のブラックリコーダにコーナー名称を変更した時には、笛の代わりにリコーダーを吹いていた。
地方のグッとくる曲紹介
- ダルマ薬局（仙台市を中心とした東北地方に展開する薬局）のキャンペーンソング
- 仙台南警察署の正しい110番のかけ方をPRするソング「パトちゃんのラブコール」

この曲のCD（実物はパソコンでレーベルを印刷したCD-R）は仙台南警察署に申し込むと数百円で購入することができた。先述の「マる秘合同剣修」には作曲・編曲・歌唱を担当した沼崎秋一が出演した。
- 仙台南警察署で犯罪数22%減少させた驚異の防犯ソング
- 「仙台牛タン音頭」、「ずんだもちデュオ」
- 仙台市職員がごみ分別促進のために作った「ワケルくんの歌」
- 「未来の首都、名古屋〜♪」と歌う「名古屋はええよ!やっとかめ」
- 佐伯市の詐欺被害を防止する「ぼったくり音頭」

システムの素顔
寺西一雄（本名は寺西「一雄」であるが、テロップは「和雄」表記）が妖しい風俗店に電話をして、そのシステムを詳細に尋ねる。またその女性版というものもあり、三浦理恵子上級調査官がシステム内容を電話で尋ねていた。
世界のばっちぐーニュース
世界のグッとくる映像を一気に紹介するコーナー。
ラジャ・ライオンの捜索
かつて、ジャイアント馬場とリングで対戦した経験のある大男、ラジャ・ライオンを捜索。もし見つかった時に彼と対戦させてみたい相手として、ジョン・ムウェテ・ムルアカ等をリストアップしたが、ラジャが見つからないので企画倒れに終わる。
妖怪占い
選んだカードのそれぞれに、妖怪をキーワードにした今週の運勢を発表するといったもの。
黒★笛のお便りの内容の再現や、宮城県仙台市にて防犯を呼びかける歌「パトちゃんのラブコール」のプロモーション、妖怪占いなどの番組の随所で、腹話術で使用する人形が使われている。

## 出演者（第三惑星放送協會員）
カッコ内は役職
- 細川俊之（惑星放送中佐）[1]
  - ルドイア☆星惑三第（2006年）で大佐へ昇格
  - 2011年2月3日深夜の特番をもって元帥（将軍）に昇格
- 三浦理恵子（惑星放送上級調査官）
- 垂木勉（惑星放送弁務官）
- 魚住りえ（惑星放送副主事2級→下級調査官に昇格）
初期の頃は地球上（日本テレビ局内）に設置された簡素なセットで、週替わり出演の同局アナウンサーとともに番組の進行役を担当していた（この頃は副主事2級という設定は登場していない）。その後マル秘合同剣修で3級合格が認められ（下級調査官）になった
- 杉本るみ（ナレーション）
- 寺西一雄（惑星放送諜報員）
- 山田ナターシャ
  - セーラー服を着たロシア人女性

その他若林健治アナウンサーも出ていたが、痴態の写真披露などで後半出てこなくなる。

## スタッフ
- 構成：クリタヤスシ、吉田豪、大原広軌、藤井靖大、江戸川ダビ夫
- TM：福王寺貴之
- 技術：テレテック
- アートプロデューサー：高野豊
- デザイン：道勧英樹
- タイトル：安居院一展
- 妖怪画：萬屋
- 編集：橋本竜也、細川孝幸
- MA：佐藤卓也
- 音効：加藤つよし
- スタイリスト：西脇智代
- ヘアメイク：杉田和人
- 編成：宮崎啓子
- 広報：八田元彦
- デスク：中条理麻
- ディレクター：奥村達哉、須田基之、奥田照美、鈴木康彦、伊藤和彦、篠幸生、藁科誠、山口智也／榊知三、柴田秀司
- 演出：さとうしゅう、本多賢司、瀬戸口晃
- 総合演出：中谷聡
- プロデューサー：村上和彦、行方久司
- チーフプロデューサー：高橋正弘
- 制作協力：いまじん、スフィンクス、ホールマン、ランブル・ビー
- 製作著作：日本テレビ

## ネット局

### レギュラー放送局
- 日本テレビ（製作局）
- 札幌テレビ
- 青森放送
- ミヤギテレビ
- 山形放送
- テレビ新潟
- テレビ金沢
- 西日本放送
- 広島テレビ
- 山口放送
- 福岡放送（遅れ放送：2002年12月で打ち切り）
- 熊本県民テレビ
- 大分放送
- 鹿児島読売テレビ
- 琉球放送

### スペシャル放送局
- 日本テレビ（製作局）
- 札幌テレビ
- 青森放送
- テレビ岩手※
- ミヤギテレビ
- 山梨放送※
- テレビ信州※
- テレビ新潟
- 福井放送※
- 中京テレビ※
- 西日本放送
- 南海放送※
- 高知放送※
- 福岡放送
- 長崎国際テレビ※
- 熊本県民テレビ
- テレビ大分※
- 鹿児島読売テレビ

※はスペシャルのみ放送した局。
山形放送、テレビ金沢、広島テレビ、山口放送、琉球放送ではスペシャルの放送は無かった。